# Туристичний кластер
Туристичний кластер (англ. cluster — «гроно», «група», «скупчення») — це концентрація на певній території підприємств індустрії туризму, які взаємодіють між собою з метою створення туристського продукту. Групи підприємств спільно використовують туристські ресурси, інфраструктуру, ринок праці та взаємодоповнюють один одного.

## Поява та сучасне трактування терміна
Традиційно термін використовувався в економіці, в контексті промислового виробництва. Так, відомий економіст М. Портер дає таке визначення: «Кластер — це сконцентровані за географічною ознакою групи взаємопов'язаних компаній, спеціалізованих постачальників, підприємств, які надають послуги, фірм в суміжних галузях, а також пов'язаних з їх діяльністю організацій (наприклад, університетів, агентств по стандартизації, торгових об'єднань) у певних сферах, які конкурують між собою, але при цьому ведуть спільну діяльність»[3, с.256].
Існує багато визначень терміна, з яких можна зробити висновок, що головними умовами виділення кластеру є територіальна ознака та галузева спорідненість підприємств.
В сучасних умовах розвитку світового господарства кластери виникають не тільки в традиційних галузях економіки, а і у сфері послуг, а отже і в туристичній індустрії. В туризмі кластер трактується як система взаємодії туристичних підприємств, що сконцентровані географічно і які використовують спільні туристичні ресурси.
Кордони туристичного кластеру постійно змінюються, тому що завжди з'являються нові підприємства, розвиваються нові напрямки діяльності, змінюється ринок та умови його функціонування.

## Структура туристичного кластеру
В структурі туристичного кластеру доцільно виділяти чотири основних сектори:
- сектор виробництва туристичних послуг;
- сервісний сектор;
- допоміжний сектор;
- сектор забезпечення життєдіяльності туристичного кластеру [2, с.101].

Сектор виробництва туристичних послуг об'єднує підприємства, які безпосередньо створюють туристичний продукт. Перш за все, це туроператори та турагенти. Сюди відносять установи індустрії гостинності (заклади розміщення, харчування), компанії, які забезпечують перевезення туристів (залізниці, авіакомпанії тощо), заклади з організації дозвілля туристів (музеї, театри і т. д.; заклади розваг; природоохоронні установи — заказники, національні природні парки тощо).
Сервісний сектор включає навчальні заклади туристичного профілю, страхові компанії тощо. Ці підприємства надають освітні, фінансові, страхові послуги іншим компаніям кластеру.
Допоміжний сектор складається з трьох головних елементів: підприємств з виробництва товарів туристичного призначення, сувенірів тощо; поліграфічних та картографічних організацій, телерадіокомпаній; органів державної влади, регіональних установ з туризму.
Останній сектор пов'язує між собою інші сектори, забезпечуючи їх взаємодію та спільну діяльність.
Але варто зазначити, що така структура туристичного кластеру не є сталою, тому що склад учасників може розширюватися. Все частіше встановлюються зв'язки з іншими кластерами економіки (найчастіше з продовольчими, автомобільними, медіа-кластерами).

## Переваги кластерної моделі організації туристичної індустрії
Створення кластерів є координацією спільних зусиль, що в кінцевому підсумку веде до підвищення якості туристичних послуг та більш ефективного використання ресурсів.
Основними перевагами туристичного кластеру є:
- взаємовигідне співробітництво: обмін інформацією, технологіями, досвідом, підвищення кваліфікації працівників;
- максимальне та ефективне використання ресурсів;
- підвищення привабливості територій для інвестування;
- розширення асортименту туристичних послуг та підвищення їх якості;
- учасники кластеру отримують більше можливостей та вищі прибутки;
- створення нових робочих місць шляхом залучення працівників різних видів економічної діяльності в обслуговування туристів.

Та важливим є те, що кластерна модель окрім співробітництва, передбачає також і конкуренцію між підприємствами.

## Туристичні кластери у Європі
В Європі можна виділити наступні країни, які впроваджують кластерну модель організації туризму: Італія, Франція, Норвегія. Наприклад, у Норвегії розвиваються кластери в галузі морського господарства. У Франції туристичний кластер «Ніцца» щороку відвідують декілька мільйонів туристів, що становить майже 1 % світового торговельного обороту в галузі туризму. Подібні моделі на високому рівні функціонують в Греції, Шотландії, Бельгії, Іспанії, Ірландії.
В Італії кластерна організація туризму має високий рівень наукового обґрунтування. Наприклад, в деяких областях країни встановлено особливі умови, які є підставою для їх створення: передумови для розвитку декількох видів туризму, значні туристичні ресурси, значимість туристичної зони тощо.
Приклади кластерів в Італії:
- туристична система «Тразименське озеро» (Умбрія);
- «Салінунтінські терми» (Сицилія);
- «Адріатичне море і берег», «Міста мистецтв, культури та бізнесу» (Емілія-Романья).

## Приклади туристичних кластерів в Україні
- Громадська організація туристичний кластер «Кам'янецький дивокрай» (с. Колибаївка, Кам'янець-Подільський р-н, Хмельницької області);
- Кластер еко-агротуризму «Оберіг» (селище Гриців, Шепетівський р-н, Хмельницької області) — перший подібний кластер сільського туризму в Україні;
- Туристичний кластер «Південне туристичне кільце» (складається із 12 міст Одеської, Миколаївської, Херсонської областей та АР Крим: Ізмаїл, Балта, Вознесенськ, Білгород-Дністровський, Чорноморськ, Гола Пристань, Олешки, Генічеськ, Алушта, Ялта, Судак, Феодосія);
- Туристично-рекреаційний кластер «Гоголівські місця Полтавщини»;
- Подільсько-Буковинський туристичний кластер (трьома головними містами Поділля та Буковини є Кам'янець-Подільський, Чернівці та Хотин);
- Туристичний кластер «Славутич» (м. Славутич, Київська область).
- Агротуристичний кластер ГорбоГори (Пустомитівська міська територіальна громада та Солонківська сільська територіальна громада)

Для України досить перспективними є кластери сільського зеленого туризму. Величезні передумови для розвитку цього виду туризму має Карпатський регіон, який славиться своєю колоритністю та красою природи. Також заслуговує на увагу Поділля (у складі Хмельницької, Тернопільської та Вінницької областей), Полтавщина, де вже функціонує туристичний кластер "«Гоголівські місця Полтавщини».
Значними ресурсами володіє Слобожанщина, зокрема, дедалі більше уваги привертають села Харківщини: Малинівка, Печеніги. У смт. Печеніги проводиться етнофестиваль «Печенізьке поле», головна мета заходу полягає у збереженні та відродженні народних традицій і національної культури. У с. Малинівка, на Чугуївщині, організовується фестиваль обрядового та сучасного весільного дійства «Весілля в Малинівці — плюс». Поступово в районах області відкриваються фольклорні центри, створюється чимало садиб у сільському стилі.